# B3 (Paralympics)
B3 ist eine funktionelle Klassifizierung für Sportler, die den wettbewerbsrelevanten Grad der Behinderung in paralympischen Sportarten kennzeichnet. Nach B3 klassifizierte Sportler müssen die folgenden Bedingungen erfüllen:
„Sehbehindert: Von der Sehschärfe über 2/60 bis 6/60 und/oder einer Gesichtsfeldeinschränkung von 5° bis 20° (sämtliche Einteilungen erfolgen am besseren Auge und bei bestmöglicher Korrektur).“

## Abgeleitete Startklassen
Ausschließlich nach B3 klassifizierte paralympische Sportler sind in den folgenden Startklassen der paralympischen Sportarten startberechtigt:
| - Ski Nordisch (Startklasse B3) | - Ski Alpin (Startklasse B3) - Biathlon (Startklasse B3) | - Leichtathletik (Startklassen T13 / F13) - Schwimmen (Startklassen S13 / SB13 / SM13) |

Wichtige Hilfen und Bedingungen für nach B3 klassifizierte Sportler in den jeweiligen Sportarten:
- Ski Nordisch (Startklasse B3) & Ski Alpin (Startklasse B3)  / Biathlon (Startklasse B3): Guides fahren vorneweg oder hinterher, führen durch Zuruf oder Funk

## Weitere Startklassen
Nach B3 klassifizierte paralympische Sportler sind zusammen mit anderweitig beeinträchtigten Sportlern in den folgenden Startklassen der paralympischen Sportarten startberechtigt (mit Verlinkungen zu den Startklassen):
| - Radsport (Startklasse B) - Triathlon (Startklasse PT5) | - Judo (Startklasse B) - Goalball (Startklasse B) | - Rudern (Startklasse LTA-VI) - Segeln (Startklasse Befähigungsgrad 7) |